# Hans Stanggassinger
Hans Stanggassinger (* 5. Januar 1960 in Berchtesgaden) ist ein ehemaliger deutscher Rennrodler.
Er hat mit seinem Partner Franz Wembacher einige herausragende Erfolge im Doppelsitzer erzielt.
- 1981 Weltmeisterschaft in Hammarstrand: 3. Platz
- 1982 Europameisterschaft in Winterberg: 3. Platz
- 1983 Weltmeisterschaft in Lake Placid: 3. Platz
- 1984 Europameisterschaft in Olang: 2. Platz
- 1984 Olympische Spiele in Sarajevo: Für den Gewinn der Goldmedaille bei diesen Olympischen Winterspielen erhielten er und sein Partner Franz Wembacher vom Bundespräsidenten – wie alle Gewinner Olympischer Medaillen – das Silberne Lorbeerblatt.

Zudem war er in den Jahren 1981, 1983 und 1984 deutscher Meister im Zweisitzer.
Bei einer Größe von 1,91 m betrug sein Wettkampfgewicht 112 kg.
Nach seiner aktiven Zeit war Stanggassinger Ranger im Nationalpark Berchtesgaden.

## Erfolge

### Weltcupsiege
Doppelsitzer
| Nr. | Datum         | Ort       | Bahn                                  |
| --- | ------------- | --------- | ------------------------------------- |
| 1.  | 5. März 1978  | Königssee | Kombinierte Kunsteisbahn am Königssee |
| 2.  | 22. Feb. 1981 | Königssee | Kunsteisbahn Königssee                |
| 3.  | 24. Jan. 1981 | Königssee | Kunsteisbahn Königssee                |
| 4.  | 21. Feb. 1982 | Königssee | Kunsteisbahn Königssee                |
| 5.  | 27. Feb. 1983 | Königssee | Kunsteisbahn Königssee                |